# NTSC
NTSC er en amerikansk forkortelse for: National Television Systems Committee.
Det er en farve tv-standard for tv og video, som bruges i det meste af Amerika, Taiwan, Japan og Korea.
Det skal man tage hensyn til, når man køber VHS-bånd eller dvd'er. Idet ikke alle TV-apparater, VHS-optagere/afspillere, DVD-optagere/afspillere håndterer mere end én standard ad gangen.
Farveinformationen i et NTSC-videosignal er temmelig følsom overfor støj – er modtagekvaliteten ikke optimal, begynder billedet at vise forkerte farver. Dette har medført at forkortelsen NTSC undertiden "forklares" med de engelske ord Never Twice the Same Color/Never The Same Color ("aldrig (to gange) den samme farve").
NTSC blev den første farve TV standard.
PAL standarden blev udviklet af Telefunken i Tyskland og benyttes nu i Europa.
SECAM blev udviklet i Frankrig, og deres besiddelser, samt Østeuropa valgte SECAM. Årsagen var ikke teknisk, men mere politiske hensyn.[kilde mangler]